# 퀴즈 대한민국의 영웅 목록
이 목록은 미래의 대한민국을 짊어질 인재 양성을 목표로 한 퀴즈 프로그램을 KBS 1TV에서 방송되었던 퀴즈 대한민국의 역대 영웅들을 정리한 문서다.

## 주요 내용
퀴즈 영웅이 탄생하면 신문과 같은 대중 매체로 기사화되며, 획득한 상금액과 함께 출연자들의 특정 직업이나 학력, 인생사와 관련된 휴먼 스토리를 부각하는 경우가 많다.
2013년 4월 7일까지의 509회 방송에서 총 62명이 퀴즈 영웅에 등극했으며, 역대 퀴즈 영웅들이 획득한 38억 800만원 상금을 대학생들에게 지원한 출연자들은 총 340명이고, 상금 액수도 19억 5400만원에 이르고 있다.

## 초창기 연승제 우승자
퀴즈 대한민국 초창기 때에는 연승제로 형식이 이루어졌다.
| 역대 | 출연자 | 직업                     | 회차  | 연도   | 방송일                       | 상금액수(만원) | 비고                                                                                     |
| ---- | ------ | ------------------------ | ----- | ------ | ---------------------------- | -------------- | ---------------------------------------------------------------------------------------- |
| 1    | 신민영 | 서울대 법학과            | 1     | 2002년 | 11월 10일                    | 500            | 100회 특집 4라운드 진출 - 영웅 도전 실패                                                 |
| 2    | 곽성준 | 교보생명 기획팀          | 7     | 2002년 | 12월 22일                    | 500            |                                                                                          |
| 3    | 백미자 | 주부                     | 13    | 2003년 | 2월 2일                      | 500            |                                                                                          |
| 4    | 우영진 | 연세대 신방과 3년        | 14    | 2003년 | 2월 9일                      | 500            |                                                                                          |
| 5    | 정원락 | 공익근무요원             | 15~16 | 2003년 | 2월 16일 ~ 2월 23일          | 1000           |                                                                                          |
| 6    | 이남형 | 해군본부 전투발전단 중위 | 17~19 | 2003년 | 3월 2일 ~ 3월 16일           | 2000           |                                                                                          |
| 7    | 조욱형 | 행정자치부 서기관        | 20~22 | 2003년 | 3월 23일 ~ 3월 30일 4월 13일 | 2000           | 2003년 왕중왕 등극, 개편으로 인한 연승 종료 - 3대 퀴즈 영웅, 공무원 신분으로 왕중왕 등극 |

## 역대 퀴즈 영웅
예전까지의 퀴즈 영웅 최고 상금은 7000만원이며, 역대 퀴즈 영웅 가운데서 최고 획득 상금 수령자의 금액은 6000만원이다. 직업은 방송 당시를 기준으로 한다.
역대 퀴즈 영웅 가운데 최고령 퀴즈 영웅은 권오신, 염봉희(64세) 씨, 최연소자는 신정한(11세) 군이다.
역대 최고령(당시 64세)
| 역대 | 이름         | 직업                             | 회차     | 연도   | 방송일                | 상금액수(만원) | 비고 |
| ---- | ------------ | -------------------------------- | -------- | ------ | --------------------- | -------------- | --- |
| 1대  | 이유미       | 주부                             | 2~6회    | 2002년 | 11월 17일 ~ 12월 15일 | 5,000          | 5회 연속 우승(당시 규칙) |
| 2대  | 조성용       | 한국남부발전                     | 8회      | 2002년 | 12월 29일             | 5,000          | |
| 2대  | 조성용       | 한국남부발전                     | 9회~12회 | 2003년 | 1월 5일 ~ 1월 26일    | 5,000          | |
| 3대  | 박준형       | 희극인                           | 23회     | 2003년 | 4월 20일              | 2,000          | 과학의 달 특집 |
| 4대  | 윤지연       | 연세대 아동가족학과 4학년        | 27회     | 2003년 | 5월 18일              | 2,500          | KBS 기자 |
| 5대  | 권영철       | KAIST 경영공학 박사과정          | 29회     | 2003년 | 6월 1일               | 2,000          | |
| 6대  | 양선미       | 주부                             | 34회     | 2003년 | 7월 6일               | 2,000          | |
| 7대  | 류덕형       | 명덕외고 한문 교사               | 36회     | 2003년 | 7월 20일              | 3,500          | |
| 8대  | 김정용       | 서울대 산업공학과 3학년          | 39회     | 2003년 | 8월 10일              | 1,500          | |
| 9대  | 조민희(부인) | 배우                             | 44회     | 2003년 | 9월 14일              | 4,000          | 추석 특집, 부부 |
| 9대  | 권장덕(의사) | 성형외과 의사                    | 44회     | 2003년 | 9월 14일              | 4,000          | 추석 특집, 부부 |
| 명예 | 주희진       | 항공기 엔진 정비사               | 45회     | 2003년 | 9월 21일              | 2,000          | 개인 사정으로 공식 퀴즈영웅으로 인정받지 못함                                                                                              |
| 10대 | 이보람       | 서울대 응용화학부 4학년          | 53회     | 2003년 | 12월 7일              | 500            | 기본 상금 500만원 |
| 11대 | 이용석       | 열쇠수리공                       | 55회     | 2003년 | 12월 21일             | 3,725          | |
| 12대 | 조욱형       | 행정자치부 서기관                | 56회     | 2003년 | 12월 28일             | 6,340          | 2주 연속 퀴즈 영웅 탄생 |
| 12대 | 조욱형       | 행정자치부 서기관                | 56회     | 2003년 | 12월 28일             | 6,340          | 20~22회 출연, 2003년 왕중왕전에서 우승 |
| 13대 | 김형철       | 프로그래머                       | 70회     | 2004년 | 4월 11일              | 3,865          | |
| 14대 | 김혜경       | 주부                             | 88회     | 2004년 | 8월 22일              | 5,168          | 70회 출연, 2004년 여름 패자부활전에서 우승                                                                                                 |
| 14대 | 김혜경       | 주부                             | 88회     | 2004년 | 8월 22일              | 5,168          | 2004 왕중왕, 마지막 이공계 장학금 적립 문제 도전 실패로 4750만원의 10%인 475만원만 기부                                                    |
| 15대 | 배경택       | 외교통상부 북미통상과            | 98회     | 2004년 | 10월 31일             | 5,172          | |
| 16대 | 이화섭       | 경북대 영어영문학과 2학년        | 102회    | 2004년 | 12월 5일              | 3,950          | |
| 17대 | 이창환       | 대구외고 3학년                   | 108회    | 2005년 | 1월 16일              | 5,810          | |
| 18대 | 박영자       | 주부                             | 132회    | 2005년 | 7월 17일              | 5,600          | 2006년 연말 왕중왕전 우승 |
| 18대 | 박영자       | 주부                             | 132회    | 2005년 | 7월 17일              | 5,600          | 왕중왕전 상금 2000만원을 이공계 지원금으로 기부                                                                                            |
| 19대 | 심승희       | 주부                             | 135회    | 2005년 | 8월 7일               | 5,430          | |
| 20대 | 정성욱       | 광주 어룡초등학교 컴퓨터 강사    | 147회    | 2005년 | 10월 30일             | 4,200          | |
| 21대 | 양희영       | 김제 비룡초등학교 교사           | 159회    | 2006년 | 2월 5일               | 2,000          | |
| 22대 | 김치완       | 한국동서발전                     | 160회    | 2006년 | 2월 12일              | 2,000          | 2주 연속 퀴즈 영웅 탄생 |
| 23대 | 박승관       | 퇴역 군인                        | 162회    | 2006년 | 2월 26일              | 2,000          | |
| 24대 | 정영진       | 방송 리포터                      | 167회    | 2006년 | 4월 9일               | 2,000          | |
| 25대 | 김철호       | 서울숭덕초등학교 교사            | 182회    | 2006년 | 7월 23일              | 2,000          | |
| 26대 | 서기호       | 서울대 전기컴퓨터공학부 박사과정 | 196회    | 2006년 | 10월 29일             | 2,000          | 이공계 특집 |
| 27대 | 고형주       | 광주 진흥고등학교 3학년          | 204회    | 2006년 | 12월 24일             | 3,000          | |
| 28대 | 홍성진       | 제주 해양경비단                  | 214회    | 2007년 | 3월 4일               | 2,000          | |
| 29대 | 권오식       | 공인중개사                       | 219회    | 2007년 | 4월 8일               | 2,000          | |
| 30대 | 고재열       | 기자                             | 220회    | 2007년 | 4월 15일              | 2,000          | 2주 연속 퀴즈 영웅 탄생 |
| 30대 | 고재열       | 기자                             | 220회    | 2007년 | 4월 15일              | 2,000          | 시사인 기자(前 시사저널 기자) |
| 31대 | 최광천       | ㈜카프코 영업소장                | 236회    | 2007년 | 8월 5일               | 2,000          | |
| 32대 | 박밀향       | 주부                             | 244회    | 2007년 | 9월 30일              | 2,000          | 2007년 연말 왕중왕전 우승, 이공계 장학금 적립에는 실패                                                                                     |
| 32대 | 박밀향       | 주부                             | 244회    | 2007년 | 9월 30일              | 2,000          | 2008년 퀴즈 영웅 대격돌 우승, 우승 상금 : 2600만원(90% 이공계 장학금으로 지급)                                                             |
| 33대 | 장래형       | 이발사                           | 250회    | 2007년 | 11월 11일             | 3,000          | 2010년 우리말 겨루기 제19대 우리말 달인에 등극                                                                                             |
| 34대 | 김시은       | 대전만년중학교 교사              | 251회    | 2007년 | 11월 18일             | 2,000          | 2주 연속 퀴즈 영웅 탄생 |
| 34대 | 김시은       | 대전만년중학교 교사              | 251회    | 2007년 | 11월 18일             | 2,000          | 500회 특집 우승, 영웅 도전에는 실패 |
| 35대 | 김지한       | ㈜제노 대표                      | 262회    | 2008년 | 2월 3일               | 2,000          | |
| 36대 | 도정호       | 부산 효림초교 교사               | 282회    | 2008년 | 6월 22일              | 4,800          | |
| 37대 | 홍지혜       | 서울대 서양화과 4학년            | 297회    | 2008년 | 10월 12일             | 4,300          | |
| 38대 | 박춘록       | 주부                             | 307회    | 2008년 | 12월 21일             | 4,900          | 2007년 우리말 겨루기 제9대 우리말 달인에 등극                                                                                              |
| 38대 | 박춘록       | 주부                             | 307회    | 2008년 | 12월 21일             | 4,900          | 2009년 왕중왕 등극 |
| 38대 | 박춘록       | 주부                             | 307회    | 2008년 | 12월 21일             | 4,900          | 2012년 퀴즈 대한민국 10주년 왕들의 귀환 우승(3000만원)                                                                                     |
| 39대 | 김호익       | 대학생                           | 312회    | 2009년 | 1월 25일              | 4,000          | 김소현 왕중왕전 출연 |
| 39대 | 김소현       | 대학생                           | 312회    | 2009년 | 1월 25일              | 4,000          | 김소현 왕중왕전 출연 |
| 40대 | 신정한       | 고령초등학교 5학년               | 315회    | 2009년 | 2월 15일              | 4,100          | 역대 최연소(11세) |
| 41대 | 강요성       | 주부                             | 317회    | 2009년 | 3월 1일               | 4,300          | 난치병에 걸린 딸을 위해 도전한 남성 전업주부로 화제, 파이널 라운드에서 한 번에 더블 찬스 문제를 고르고 그 문제를 바로 맞혀서 영웅에 등극함 |
| 42대 | 김민제       | 자연드림베이커리 제빵팀          | 323회    | 2009년 | 4월 12일              | 4,500          | |
| 43대 | 김영산       | 서울메트로 역무원                | 343회    | 2009년 | 8월 30일              | 3,000          | 특집 영웅을 향한 두 번째 프러포즈(175회 출연 이후 영웅 재도전)                                                                             |
| 44대 | 임성모       | 트럭 기사                        | 382회    | 2010년 | 7월 4일               | 4,000          | 중졸 출신으로 화제, 380회, 381회 재도전(4,500만원 도전)                                                                                    |
| 45대 | 김태오       | 군산소방서 119 구조대원          | 383회    | 2010년 | 7월 11일              | 3,500          | 2주 연속 퀴즈 영웅 탄생 |
| 45대 | 김태오       | 군산소방서 119 구조대원          | 383회    | 2010년 | 7월 11일              | 3,500          | 2011년 왕중왕 등극(3500만원) |
| 45대 | 김태오       | 군산소방서 119 구조대원          | 383회    | 2010년 | 7월 11일              | 3,500          | 2012년 퀴즈 대한민국 10주년 왕들의 귀환 준우승                                                                                             |
| 46대 | 임동규       | 지리산고등학교 2학년             | 394회    | 2010년 | 10월 10일             | 6,000          | 특집 제외 역대 최고 상금자 |
| 47대 | 권오신       | 안동문화원 강사                  | 398회    | 2010년 | 11월 7일              | 4,000          | 역대 최고령(당시 64세) |
| 48대 | (故)박말임   | 부산 사상여성인력개발센터 관장   | 399회    | 2010년 | 11월 14일             | 5,500          | 2주 연속 퀴즈 영웅 탄생, 고인의 명복을 빕니다.                                                                                             |
| 49대 | 김태완       | 회사원                           | 408회    | 2011년 | 1월 16일              | 4,000          | 407회 재도전(4,500만원 도전) |
| 50대 | 최성준       | 감정평가사                       | 424회    | 2011년 | 5월 15일              | 4,500          | 422회, 423회 재도전(4,500만원 도전) |
| 51대 | 엄민아       | 초등 교사                        | 428회    | 2011년 | 6월 12일              | 4,500          | 145회 재도전 |
| 52대 | 전은숙       | 문화유산해설사                   | 430회    | 2011년 | 6월 26일              | 5,000          | 229회 재도전 |
| 53대 | 백옥         | 회사원                           | 435회    | 2011년 | 8월 6일               | 3,500          | 434회 재도전(4,500만원 도전) |
| 54대 | 서승희       | 주부                             | 442회    | 2011년 | 10월 16일             | 5,000          | 주부 중에는 역대 최연소 |
| 명예 | 이승윤       | 개그맨                           | 454회    | 2012년 | 1월 21일              | 여행 상품권    | 설 특집 방송에서 영웅 등극 |
| 명예 | 이희경       | 개그맨                           | 454회    | 2012년 | 1월 21일              | 여행 상품권    | 왕중왕전 출연 기회는 없음, 444회 재도전(이희경)                                                                                            |
| 55대 | 장준호       | 무직                             | 459회    | 2012년 | 2월 25일              | 5,000          | 암 완치 판정 후 도전자로 화제 |
| 56대 | 김용진       | 티머니                           | 466회    | 2012년 | 4월 22일              | 5,000          | |
| 57대 | 소은숙       | 학원 준비 중                     | 470회    | 2012년 | 5월 27일              | 4,000          | 137회 재도전 |
| 58대 | 나정희       | 약사                             | 474회    | 2012년 | 6월 24일              | 5,000          | 2012년 왕중왕전 우승 |
| 58대 | 나정희       | 약사                             | 474회    | 2012년 | 6월 24일              | 5,000          | 우승 상금 1000만원을 장학금으로 기부 |
| 59대 | 염상진       | 온양고등학교 2학년               | 486회    | 2012년 | 10월 14일             | 4,000          | |
| 60대 | 염봉희       | 주부                             | 491회    | 2012년 | 11월 25일             | 3,000          | 275회 재도전 |
| 60대 | 염봉희       | 주부                             | 491회    | 2012년 | 11월 25일             | 3,000          | 4개의 도움말 획득 문제를 모두 맞힘 |
| 60대 | 염봉희       | 주부                             | 491회    | 2012년 | 11월 25일             | 3,000          | 2012년 왕중왕전 준우승 |
| 61대 | 고은혜       | 공인중개사 준비 중               | 499회    | 2013년 | 1월 20일              | 5,000          | 방송 당일 결혼 |
| 62대 | 윤혜리       | 프리랜서 방송인                  | 507회    | 2013년 | 3월 24일              | 2,800          | 마지막 퀴즈 영웅 |

## 퀴즈 영웅 상금액

### 이전 상금액
퀴즈 대한민국은 2010년 5월 9일까지는 1 대 100과 동일하게 최고 상금이 5000만원이었다.

### 현재 상금액
퀴즈 영웅 최고 상금인 7000만원은 역대 방송되었던 대한민국 일반인 대상 퀴즈 프로그램들 중 2번째로 최고 금액이다.
지금은 MBC 최강연승 퀴즈쇼 Q의 3억원이 역대 방송되었던 퀴즈 프로그램 중에서 최고 액수다.

### 퀴즈 영웅 상금 기부

#### 장학금 기부
퀴즈 영웅 탄생시 KBS에서 별도로 장학금을 적립하며, 158회까지는 출연자가 상금액면의 반액을 장학금으로 기부했다.

#### 이공계 장학금 기부
적립된 장학금은 KBS 강태원복지재단과 함께 매년 두 차례 이공계와 농어업계 인재들에게 장학금으로 지급된다.

#### 특집 상금 기부
연예인 특집, 왕중왕전 특집 등 특집 편성에서는 상금 전액이 장학금으로 기부된다.